# Biathlon ai XIV Giochi olimpici invernali
Nel biathlon ai XIV Giochi olimpici invernali, che si svolsero nel 1984 a Sarajevo (Jugoslavia), vennero assegnate medaglie in tre specialità.

## Risultati

### Biathlon maschile

#### 10 km
| Posizione | Atleta           | Nazione          | Tempo / Pen. |
| --------- | ---------------- | ---------------- | ------------ |
| 1         | Eirik Kvalfoss   | Norvegia         | 30:53,8      |
| 2         | Peter Angerer    | Germania Ovest   | 31:02,4      |
| 3         | Matthias Jacob   | Germania Est     | 31:10,5      |
| 4         | Kjell Søbak      | Norvegia         | 31:19,8      |
| 5         | Algimantas Šalna | Unione Sovietica | 31:20,7      |
| 6         | Yvon Mougel      | Francia          | 31.32,9      |

#### 20 km
| Posizione | Atleta              | Nazione        | Tempo / Pen. |
| --------- | ------------------- | -------------- | ------------ |
| 1         | Peter Angerer       | Germania Ovest | 1:11:52,7    |
| 2         | Frank-Peter Roetsch | Germania Est   | 1:13:21,4    |
| 3         | Eirik Kvalfoss      | Norvegia       | 1:14:02,4    |
| 4         | Yvon Mougel         | Francia        | 1:14:53,1    |
| 5         | Frank Ullrich       | Germania Est   | 1:14:53,7    |
| 6         | Rolf Storsveen      | Norvegia       | 1:15:23,9    |

#### Staffetta 4x7,5 km
| Posizione | Nazione          | Atleti                                                            | Tempo / Pen. |
| --------- | ---------------- | ----------------------------------------------------------------- | ------------ |
| 1         | Unione Sovietica | Dmitrij Vasil'ev Jurij Kaškarov Algimantas Šalna Sergej Bulygin   | 1:38:51,7    |
| 2         | Norvegia         | Odd Lirhus Eirik Kvalfoss Rolf Storsveen Kjell Søbak              | 1:39:03,1    |
| 3         | Germania Ovest   | Ernst Reiter Walter Pichler Peter Angerer Fritz Fischer           | 1:39:05,1    |
| 4         | Germania Est     | Holger Wick Frank-Peter Roetsch Matthias Jacob Frank Ullrich      | 1:40:04,7    |
| 5         | Italia           | Adriano Damioli Gottlieb Taschler Johann Passler Andreas Zingerle | 1:42:32,8    |
| 6         | Cecoslovacchia   | Jaromir Šimůnek Zdenek Hák Petr Zelinka Jan Matouš                | 1:42:40,5    |

## Medagliere per nazioni
| Pos. | Paese            | Oro | Argento | Bronzo | Totale |
| ---- | ---------------- | --- | ------- | ------ | ------ |
| 1    | Norvegia         | 1   | 1       | 1      | 3      |
| 1    | Germania Ovest   | 1   | 1       | 1      | 3      |
| 3    | Unione Sovietica | 1   | 0       | 0      | 1      |
| 4    | Germania Est     | 0   | 1       | 1      | 2      |